# Yangan
Yangan – miasto w Australii, w stanie Queensland.